# Фабер, Матей
Матей Фабер (24 февраля 1587 года, (1586 года)? Альтмюнстер, Курфюршество Бавария — 26 апреля 1653 года, Трнава, Габсбургская монархия) — немецкий и словацкий религиозный писатель, католический священник, иезуит.

## Биография
Фабер родился в Баварии. Изучал философию в Диллингене, богословие в немецком колледже в Риме. С 1611 года был священником в Пицлинге, с 1619 года в Вемдинге, с 1629 года в Ноймаркте. В 1637 году Фабер вступил в Орден иезуитов, после чего обосновался в Трнаве. С 1649 года служил в Банской-Бистрице. Автор нескольких произведений на духовную тематику. Представитель римско-католической идеологии.